# With You 〜みつめていたい〜
『With You 〜みつめていたい〜』（ウィズ ユー みつめていたい）は、1998年9月11日にカクテル・ソフトより発売された18禁(PC版のみ)恋愛アドベンチャーゲームである。

## 概要
ストーリーは、主人公の想いが2人の幼なじみの間で揺れ動くさまを描いいたものだが、このヒロイン2名よりも主人公の妹・乃絵美の方が人気が高い（後述）。個性的な脇役キャラクターが多数登場するにもかかわらず、攻略可能なのはメインヒロインの2人だけである。章立てになっており、合間には次回予告が入る。
なお、1999年9月17日にはミニゲーム&アクセサリー集『うぃずゆーTOYBOX』が、2000年3月24日には本編とTOYBOXの2本をセットにした『With You ＋ TOYBOX NEW AGE PACK』が発売。2000年12月25日と2001年5月25日にOVA（全2巻）が発売されている。
さらに、以下の通り家庭用ゲーム機にも移植されている。
- NECインターチャネルよりセガサターン版が1999年7月29日に発売。
- 同社より、上記『-TOYBOX』のミニシナリオも収録したプレイステーション版が『絆という名のペンダント with TOYBOXストーリーズ』のタイトルで2000年4月6日に発売。SS版をもとにオープニングムービーが大幅にリニューアルされている。PS版のミニシナリオは4人のサブキャラが主人公となり、オリジナルの描き下ろしCGが30点以上追加されている。[2]タイトルが変更されたのは、当時のソニーの規制でPCアダルトゲームからの移植作には原作と同じタイトルを付けることが出来なかった為である（現在は緩和されている模様）。なお“絆という名のペンダント”は、本作の企画段階の名称。
- 携帯型ゲーム機でも、シャルラク株式会社よりワンダースワンカラー版が2001年1月25日に発売されている。
- Windows版では、GS（SC-88）、GS（SC-55）、GM、FM（PC-9801-86互換）、FM（SoundBlaster互換）の音源に対応した曲が収録されており、ゲーム中で鳴らすことが出来る（音楽モードで選択することで可）。

原画家橋本タカシのデビュー作でもある。

## ストーリー
主人公・正樹は幼馴染の真奈美と菜織の2人と親しくしていたが、ある日、真奈美がミャンマーに転校する。
彼は思いを伝えるべく、真奈美の乗った電車を追うが、間に合わなかった。
正樹はもっと速く走ることができれば間に合ったのにという考えから、陸上部に入部し、短距離走に打ち込むも、速く走れたところで思いを伝えるべき相手がいないことに気づくや否や、やる気をなくしてしまい、菜織にはっぱをかけられる日々が続いていた。
真奈美との別れから6年が過ぎたある日、その本人が正樹の目の前に現れる。急速に深まっていく正樹と真奈美の仲に、菜織の心中は穏やかでない。

## 舞台・システム

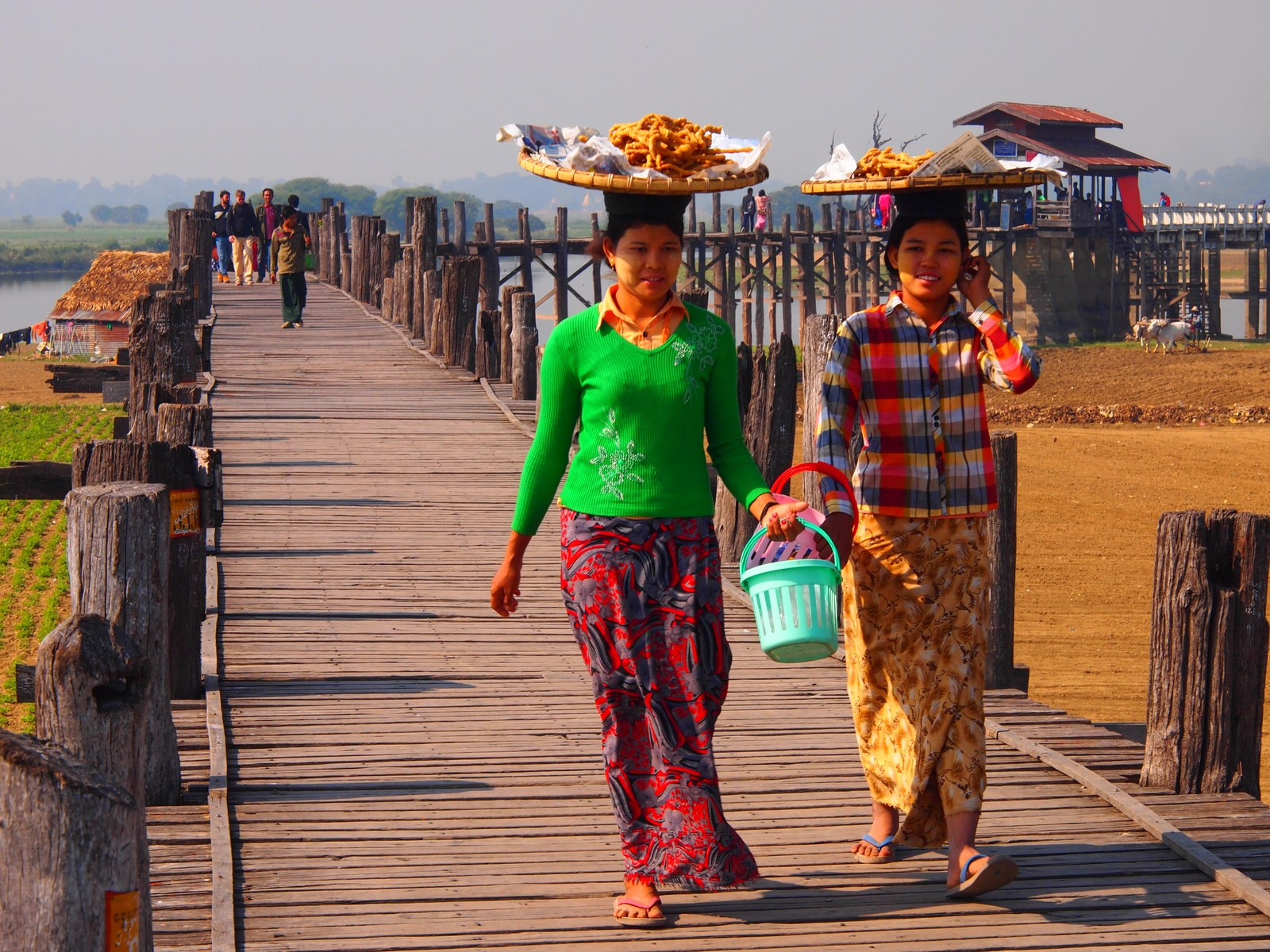
ロンジー

舞台となっている桜美町は、神奈川県横浜市の桜木町近辺がモデルとなっている。
ストーリーは全5章で構成されている。序章はシナリオに絡みのある登場人物の顔見せ的な流れで進展するが、序章のラストには真奈美と６年ぶりに再会することになる。ストーリーには真奈美と菜織の2人が関係している2つの大きな流れがある。ゲーム中に主人公が取る行動や会話中の選択肢によって、どちらか片方のシナリオへとストーリーが展開していくシステムとなっている。
ヒロインの一人である真奈美が住んでいたミャンマーに関する説明も細かく、民族衣装のロンジーなどが出てくる。
絆パラメータ
ゲーム自体は平凡な会話選択式のアドベンチャーゲームであるが、画面左上にペンダントが表示され、初めは宝玉の色が緑色で、真奈美寄りの選択をすると青色に、菜織寄りの選択をすると赤色に変化していく。これでプレイヤーがどちらの好感度が高いかを視覚的に分かる様になっており、後年のアダルトゲームにも形を変えて採用されているものがある。

## 登場キャラクター
※声の表記はゲーム版 / OVA版の順。
伊藤 正樹（いとう まさき）
声：なし / 永野広一
主人公。聖エルシア学園2年生。6年前、遠ざかっていく真奈美に追いつけなかった悔しさをばねに陸上を始める。走ることの目的を見失いつつあったが、真奈美が帰って来たことをきっかけに変化する。たまに自宅の喫茶店の仕事を手伝っている。苗字と名前は変更可能。
鳴瀬 真奈美（なるせ まなみ）
声：鳩野比奈 / 及川ひとみ
誕生日：6月29日・蟹座、身長：158cm、3サイズ：B80・W55・H83、血液型：AB型
主人公の幼なじみ。心優しい反面抱え込みやすい上、そそっかしい面もある。6年前ミャンマーに引っ越すが、親の都合で帰国、主人公と再会する。日本に帰国する少し前にミャンマーの市場で謎の青年からもらったというペンダントを身に付けており、これが物語のキーとなるほか、好感度表示の目安としても登場する。主人公たちの通っている学園に転入後、図書委員になる。主人公のクラスメイト。両親はまだ帰国できないので弟と2人で暮らしている。料理はあまり得意ではなく、よく弟に怒られているらしい。方向音痴。また、『-TOYBOX』では「ナルセマナミ」として登場。
氷川 菜織（ひかわ なおり）
声：美都いずみ / ならはしみき
誕生日：10月11日・天秤座、身長：160cm、3サイズ：B85・W54・H85、血液型：O型
主人公のもう1人の幼なじみにして、クラスメイト。さばさばした性格。家が神社なので巫女服で登場することが多い一方、現実主義者で幽霊などは信じない。神社の境内を掃除する為、竹箒を持っている。巫女服にスニーカーというファッションが特徴的（足袋は足が汚れるから履かないらしい）。ストーリー序盤で主人公との賭けに負けて、主人公の家の喫茶店でアルバイトをすることになる。中学時代はソフトボール部に入っていたが、聖エルシア学園にはソフトボール部が無いので保健委員になった。主人公が走ることを昔から応援しており、陸上部の様子をよく見に来る。学園では遅刻しないが、プライベートでは遅刻の常習犯。子供好きで、神社の隣で母親が経営している幼稚園を手伝っており、将来は保母さんになるのが夢。カラオケが好きで一度歌い始めるとマイクを離さないほどだが、音痴である。兄と姉がいる。
伊藤 乃絵美（いとう のえみ）
声：藤咲かおり / 同左
誕生日：5月7日・牡牛座、身長：150cm、3サイズ：B78・W53・H80、血液型：A型
主人公の1つ年下の妹で、名字は主人公に同期する。学園では1年生のクラスに在籍しており、図書委員を務めている。控えめな性格だが兄のことを強く慕っている。メイド風の制服を着て自宅の喫茶店を手伝っていることが多い。幼い頃は病弱だったのであまり外に出ることが出来ず、よく店にあるピアノを母親から習っていたので、今やかなりの腕前である。母親と交代で自分と主人公の弁当を作っており、よく弁当を持って行くのを忘れる主人公の教室に届けに来る。
信楽 美亜子（しがらき みあこ）
声：倖月美和 / 同左
誕生日：5月25日・双子座、身長：155cm、3サイズ：B83・W56・H82、血液型：B型
主人公たちのクラスメイトでいつもにぎやかなムードメーカー。愛称はミャーコ。自称報道部（学園非公認）で、噂話が大好き。二つに分けた三つ編みをリボンで纏めた独特の髪型は「エビフライ」と呼ばれている。
冴子をからかうのが大好きで、主人公を利用して短パンを下ろさせ、パンツ丸見え状態にして歓声を上げて辱める。
冴子のスクープを狙った際、狭い通路を四つん這い状態で主人公の前にいたため、パンツをバッチリ見られている。
田中 冴子（たなか さえこ）
声：水無瀬凌 / 青山桐子
誕生日：8月29日・乙女座、身長：163cm、3サイズ：B79・W57・H80、血液型：O型
主人公たちのクラスメイト。愛称はサエ。ハンドボール部に所属しており、次期部長候補として期待されている。性格は江戸っ子気質の姉御肌。面倒見が良く、下級生の女子に妙に人気がある。いつも美亜子に振り回されている。実はかなりの怖がりで、幽霊などの怖い物が大の苦手。
美亜子にからかわれ追いかけっこになった際、美亜子に押し倒された主人公に短パンを下ろされ、パンツ丸見え状態にされて辱められる。
天都 みちる（あまみや みちる）
声：冴月まりあ / 同左
誕生日：7月11日・蟹座、身長：162cm、3サイズ：B88・W57・H80、血液型：A型
産休の英語教師の代わりに主人公たちの学園にやってくる、新任の女教師。アメリカからの帰国子女で、明朗快活な性格。授業中に眠っていても怒らないが、罰として大量の宿題を出す。
チャムナ・フォン
声：長崎みなみ / 同左
身長：156cm、3サイズ：B82・W54・H80
ミャンマーからの留学生で、主人公の学園に転入してくる。物静かな性格で、屋上で物思いにふけることもしばしば。
柴崎 拓也（しばざき たくや）
声：近藤夢大 / なし
ハンサムなサッカー部のエース。文武両道、容姿端麗な為、女子生徒に人気がある。真奈美にちょっかいを出し、主人公と対立する。
中学時代は乃絵美と付き合っていたものの、高校で再会した際に彼女に別れを告げている。そのショックで乃絵美が倒れたにも拘わらず介抱しなかったことが主人公の知るところとなり、殴り合いの喧嘩へと発展する。嫌味かつ冷酷な性格は、複雑な家庭環境が起因している模様。
橋本 まさし（はしもと まさし）
声：ギンジ / なし
陸上部の気のいい先輩。陸上競技大会のレギュラーの座を賭けて主人公と勝負することになる。3年生は今回の大会で引退して大学受験に専念することになるため、主人公はわざと負けてレギュラーの座を先輩に譲るか本気で勝負するかで思い悩む。なかなかの美形だが彼女はいないようで、真奈美や菜織が部活を見に来ると冷やかしたりすることもある。橋本みよかは妹。
橋本 みよか（はしもと みよか）
声：長崎みなみ / なし
橋本まさしの妹。田中冴子の追っかけをしている。引っ込み思案でおとなしく、友人が少ない。直情的で、思い込んだら他のことは見えなくなる性格。ハンドボール部所属の1年生。
怪盗セイント・エンジェル

## 制作
ヒロインの一人である乃絵美は、開発当初は「角屋乃絵美」という主人公とは家族でないキャラクターであったが、グラフィッカー韋駄TENの「アカの他人でエッチシーンまでないのは耐えられない!」という主張が通り、実の妹として設定された。

## スタッフ
- シナリオ：草薙こうたろう
- キャラクターデザイン・原画：橋本タカシ
- グラフィックチーフ：武内よしみ
- 音楽：DOORS MUSIC ENTERTAINMENT
  - オープニングテーマ：「みつめていたい」

作詞・作曲：吉田文 / 編曲：吉田文、畠義人 / 歌：くにたけみゆき
PC版本作とほぼ同時期に発売されたセガサターン版Piaキャロットへようこそ!!2のエンディング曲にも誤ってこの名前が付けられていた（正しい曲名はアイスティー）。
- - エンディングテーマ（家庭用のみ）：「遊歩道」

作詞：金杉肇、吉田文 / 作曲：吉田文 / 歌：ロビン

## 反響
本作においては、乃絵美に人気が集中し、電撃G'sマガジンで毎号発表されていた読者投票による美少女キャラクターの人気ランキング（2000年頃）では長期に渡って上位にランクインしており、トップ3に入ることも珍しくなかった。
ゲーム発売から13年経った2011年に開かれたワンダーフェスティバル2011[夏]においても、乃絵美を題材としたガレージキットが展示された。
また、その人気ゆえに同人誌などにおいても乃絵美に関するものが多く、2002年から複数回にわたり彼女限定の同人誌即売会「乃絵美といっしょ」が開催されたほど。根強い人気があるため、2006年には開催日を乃絵美の誕生日である5月7日に設定しイベント名「乃絵美のお誕生会」として復活され、さらに6年後の2012年9月にも「乃絵美といっしょ5」が開催された。

### 後世への影響
アトリエかぐや所属の原画家choco chipは、TGSmartとのインタビューの中で、本作は自分の作風に大きな影響を与えた作品であると話しており、原画家の橋本タカシにあこがれていたとも述べている。

## 評価
SS版はファミ通クロスレビューでは7、6、6、7の26点。同誌のレビューでは、シナリオや設定はよくあるものだがプレイヤーを裏切らないという評価や、にやける場面が多いという評価が寄せられた。また、声優の演技にも評価が寄せられたほか、設定に魅力を感じれば楽しめるというコメントも寄せられた。一方で、絆パラメーターの変化のわかりにくさや、静止画のグラフィックのパターンの少なさや性描写の弱さに加え、恋の駆け引きに欠けるといった指摘が寄せられた。
ドリームキャストFANSOFTWARE IMPRESSIONでは7、8、7の22点。同誌のレビューでは魅力的なキャラクターや、PC版からそのまま移植された美麗なグラフィックについても評価された。
気に入ったヒロインなら問題なくエンディングを迎えられるというコメントが寄せられた反面、ヒロインが二者択一で落とせないキャラばかりといった指摘や、ヒロインのどちらかにハマなければ厳しく高評価を得られ損ねているという指摘も寄せられた。加えて、同誌では真奈美編はずれている気がするという指摘もあった。
また、主題歌「みつめていたい」について、洋泉社が発行した『アニソンマガジン』のゲームソングレビュー集のなかでライターの澄川龍一は、「単調なドラムとチープなシンセというPCゲーソン黎明期ならではのサウンドが逆にメロのピュアネスを引き出す。」と批評した。

## OVA

### スタッフ
- 原作 - 草薙こうたろう
- 監督 - 杜野幼青
- 脚本 - 三井秀樹2P
- キャラクター原案 - 橋本タカシ
- キャラクターデザイン・総作画監督 - 山元浩
- 演出 - 小川浩（#1）、岩永彰（#2）
- 美術監督 - 常磐庄司
- 色彩設定 - 長野光一朗（#1）、中田亮大（#2）
- 撮影監督 - 沖野雅英
- 音楽 - 元倉宏
- 音響監督 - 本田保則
- プロデューサー - 佐藤浩之、越中おさむ
- 制作 - TripleX
- 製作 - グルーヴコーポレーション

### 主題歌
エンディングテーマ「I say I Love You」（#1）
作詞 - Wakana / 作曲 - 元倉宏 / 編曲 - 佐々木康綱 / 歌 - Anii
エンディングテーマ「涙を抱きしめるほど」（#2）
作詞 - jun / 作曲 - 元倉宏 / 編曲 - 佐々木康綱 / 歌 - はるか

## 関連書籍
- 『With You 〜みつめていたい〜 ビジュアルファンブック』（アスペクト、1999年） ISBN 4-7572-0363-2
- 『With You 〜みつめていたい〜 公式原画・設定資料集』（アスペクト、1999年） ISBN 4-7572-0501-5

小説
- 文野ヒカル『With You 〜みつめていたい〜 真奈美編』（ワニブックス、1999年） ISBN 4-8470-3320-5
- 橘樹里『With You 〜みつめていたい〜 菜織編』（ワニブックス、1999年） ISBN 4-8470-3323-X

以上2作、カバーイラストは橋本タカシ、本文イラストは村上水軍。